# Троицкий, Иван Егорович
Ива́н Его́рович Тро́ицкий (1832, Олонецкая губерния — 1901, Лесное близ Санкт-Петербург) — российский историк церкви, заслуженный профессор, педагог, доктор богословия. Действительный статский советник.

## Биография
Родился 18 (30) апреля 1832 года в семье причетника в селе Красновский погост, Пудожский уезд. Окончив Каргопольское духовное училище и Олонецкую духовную семинарию, поступил в Петербургскую духовную академию, которую окончил в 1859 году со степенью магистра богословия и был определён преподавателем логики, психологии, патристики и латинского языка в Олонецкую духовную семинарию.
С 1861 года — бакалавр в Санкт-Петербургской духовной академии по кафедре греческого языка; 1863 года — на кафедре новой общей церковной истории. В 1875 году защитил диссертацию на соискание учёной степени доктора богословия по теме «Изложение веры армянския, начертанное Нарзесом, кафоликосом армянским, по требованию боголюбивого государя греков Мануила». С 1884 года до выхода в отставку преподавал на кафедре истории и разбора западных исповеданий.
С 1874 года читал лекции по церковной истории на историко-филологическом факультете Санкт-Петербургского университета в должности приват-доцента; в 1880—1901 гг. — профессор этого университета по кафедре истории церкви.
В 1876—1891 годах в журнале «Церковный вестник» вёл ежегодное историческое обозрение «Православный Восток и инославный Запад в минувшем году». Был членом Императорского Православного палестинского общества.
С 1881 по 1890 годы — редактор и цензор журнала «Христианское чтение».
В 1878—1898 годах — советник обер-прокурора Святейшего Синода К. П. Победоносцева. Через Троицкого проходила вся дипломатическая почта, касающаяся церковных дел. Он разрабатывал и согласовывал мероприятия, предпринимавшиеся Святейшим Синодом в восточной политике. Был одним из организаторов Русского археологического института в Константинополе). Состоял в переписке с Георгием Беглери́, информировавшем Троицкого о состоянии дел и настроениях в Константинопольском патриархате.

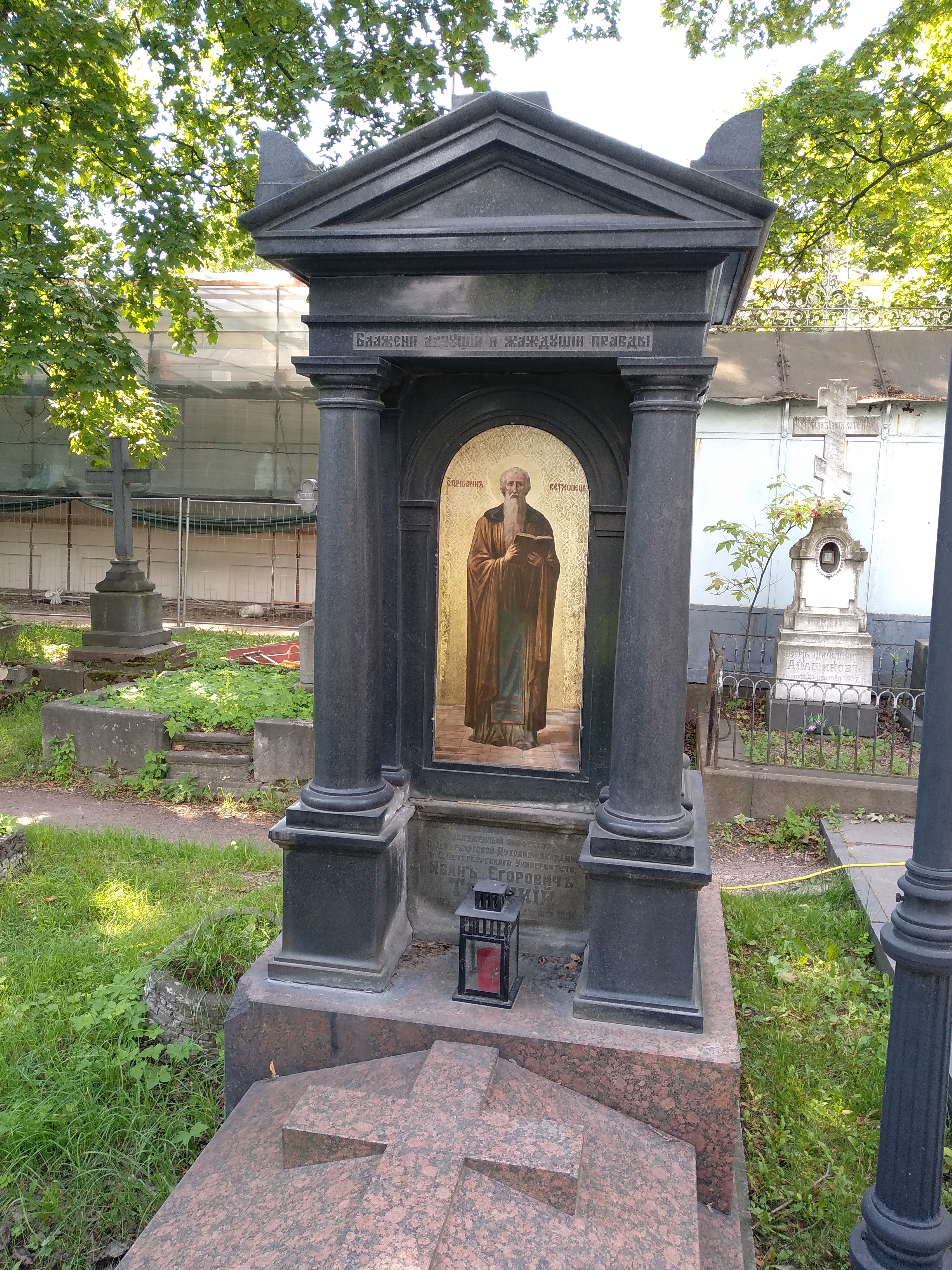
Могила Троицкого на Никольском кладбище Александро-Невской лавры Санкт-Петербурга.

С 1892 года состоял членом Комиссии Святейшего Синода по старокатолическому вопросу.
В 1899 году вышел в отставку.
Скончался в Лесном близ Санкт-Петербурга 2 (15) августа 1901 года; 4 августа был погребён на Никольском кладбище Александро-Невской лавры.

## Творчество и взгляды
С 1874 года читал лекции по церковной истории в Санкт-Петербургском университете, сначала в звании доцента, потом экстраординарного и с 1884 года, ординарного профессора.
Большинство трудов Троицкого посвящено истории христианского Востока. Некоторые из помещённых в журналах статей представляют собой книги, например, «Арсений, патриарх никейский и константинопольский, и арсениты» в журнале «Христианское чтение» (1867, 1869, 1871 и 1872).
В течение ряда лет изучал греческие рукописи в московских книгохранилищах. По результатам исследований в 1885 году была напечатана «Автобиография императора Михаила Палеолога» в журнале «Христианское Чтеніе» в подлиннике с русским переводом и примечаниями. Кроме этого издал исторические материалы об олонецком архиепископе Аркадии (Лысом).
Считал синодальное устройство Российской Церкви оптимальным, а её фактическое положение во вселенском православии — первым.

### Составительство
- Михаил Палеолог (имп. визант.). Автобиография императора Михаила Палеолога и отрывок из Устава, данного им монастырю св. Димитрия: По рукописи Моск. синод, б-ки за № 363 изд. / послесловие проф. И. Троицкий. — СПб.: Тип. Елеонского, 1885. — [4], 51с. — Текст рус., греч. — Извлеч. из: Христиан, чтение. — 1885.